# Iméré
Iméré est un village des Comores, situé sur l'île d'Anjouan, dans la préfecture de Sima.